# Evan Bourne
Matthew Joseph Korklan (19. marts 1983) er en professionel amerikansk wrestler der arbejder for WWE under ringnavnet Evan Bourne. Han Han er født i St. Louis, Missouri.